# Giacomo Bulgarelli
Giacomo Bulgarelli (Medicina, Provincia de Bolonia, Italia, 24 de octubre de 1940 - Bolonia, Provincia de Bolonia, Italia, 12 de febrero de 2009) fue un futbolista italiano. Se desempeñaba en la posición de centrocampista.

## Selección nacional
Fue internacional con la selección de fútbol de Italia en 29 ocasiones y marcó 7 goles. Debutó el 31 de mayo de 1962, en un encuentro ante la selección de Alemania que finalizó con marcador de 0-0.

### Participaciones en Copas del Mundo
| Mundial                        | Sede       | Resultado    |
| ------------------------------ | ---------- | ------------ |
| Copa Mundial de Fútbol de 1962 | Chile      | Primera fase |
| Copa Mundial de Fútbol de 1966 | Inglaterra | Primera fase |

### Participaciones en Eurocopas
| Eurocopa      | Sede   | Resultado |
| ------------- | ------ | --------- |
| Eurocopa 1968 | Italia | Campeón   |

## Clubes
| Club                   | País           | Año         |
| ---------------------- | -------------- | ----------- |
| Bologna F. C.          | Italia         | 1959 - 1975 |
| Hartford Bicentennials | Estados Unidos | 1975        |

## Palmarés

### Campeonatos nacionales
| Título      | Club          | País   | Año     |
| ----------- | ------------- | ------ | ------- |
| Serie A     | Bologna F. C. | Italia | 1963-64 |
| Copa Italia | Bologna F. C. | Italia | 1969-70 |
| Copa Italia | Bologna F. C. | Italia | 1973-74 |

### Copas internacionales
| Título                   | Club                | País   | Año  |
| ------------------------ | ------------------- | ------ | ---- |
| Copa Mitropa             | Bologna F. C.       | Italia | 1961 |
| Eurocopa                 | Selección de Italia | Italia | 1968 |
| Anglo-Italian League Cup | Bologna F. C.       | Italia | 1970 |